# Heptanska kiselina
Heptanska kiselina (enantinska kiselina) je organsko jedinjenje koja se sastoji od sedmolančanog uljeničnog lanca koji se završava karboksilnom grupom. Ona je uljasta tečnost neprijatnog, oštrog zadaha. Ona doprinosi mirisu užeglog ulja. Ona je neznatno rastvorna u vodi, ali je veoma rastvorna u etanolu i etru.
Heptanska kiselina se koristi u pripremi estara, poput etil heptanoata, koji se koriste kao veštački ukusi.